# Mahmoud Tabrizi-Zadeh
Pour les articles homonymes, voir Tabrizi et Zadeh.
Mahmoud Tabrizi-Zadeh (1951 - 23 mai 1997) est un musicien iranien, joueur de santûr et kamânche.

## Biographie
Il étudie la musique iranienne avec son père : le violon et le santûr, puis le kamânche. Il étudie la musicologie turque, arménienne et arabe, en France et enseigne la musique persane à la Sorbonne.
Il est aussi acteur et joue le rôle de Sahadeva dans Le Mahabharata de Peter Brook.
Il meurt âgé de 45 ans d'un cancer. 

## Discographie
- Scènes (1996)
- Sufi Music of Turkey (1990)
- Musique persane avec Djamchid Chemirani
- Ensemble Moshtaq : Dashti-Mahur
- Peter Gabriel : Passion